# Homem 3-D
O Homem 3-D, foi um herói que surgiu através da fusão dos dois únicos irmãos Hal e Chuck Chandler.

## Origem
Chuck era um piloto de teste que foi abduzido pelos alienígenas Skrulls, durante um voo de teste importante. A Terra era vista como um lugar estratégico no conflitos do Krees contra os Skrulls, de modo que os Skrulls estavam buscando informações sobre a Terra, então capturaram Chuck para interrogá-lo. Chuck resistiu e escapou, acidentalmente na sua fuga acabou explodindo a nave dos Skrulls. Então seu irmão Hal, estava procurando as radiações provenientes da explosão que aparentemente havia desintegrado Chuck, que desapareceu em uma explosão de luz. Hal descobriu mais tarde, porém, que a luz que havia estourado tinha deixado uma imagem impressa de Chuck em cada lente dos óculos de Hal . Através da concentração, Hal poderia fundir as imagens e fazer Chuck reaparecer como um homem tridimensional, por algumas horas e enquanto o Homem 3-D estava ativo Hal então entrava em coma. Chuck torna-se então o aventureiro conhecido como o Homem 3-D e sozinho, protege a civilização terráquea da invasão dos Skrulls.
Hal permaneceria comatoso, enquanto o Homem 3-D estava ativo, mas conseguia se comunicar mentalmente com Chuck através de uma conexão. Mais tarde, um raio de uma arma Skrull alterou a transformação, isso fez com Hal virasse o Homem 3-D. Ambas as mentes dos irmãos pareciam estar presentes no Homem 3-D  em todos os momentos, mas apenas um deles (normalmente Chuck) estaria consciente no controle do  corpo do Homem 3-D em qualquer ocasião.

## História
Após uma breve carreira como aventureiro, Hal decidiu aposentar-se do Homem 3-D, em parte porque ele estava pensando em começar uma família, e em parte porque ele estava com medo do seu irmão poderia sumir definitivamente, como quando Hal virou o Homem 3-D. Hal então resolveu se aposentar também da carreira de cientista, se casou com a ex-namorada de Chuck, e teve dois filhos. Ele tinha apenas ativado o Homem 3-D duas vezes nos últimos anos, depois de uma luta feroz com Hulk. Durante esse tempo como Homem 3-D, Chuck parecia ter recuperado a sua consciência dominante de novo.
Mais recentemente, Hal começou a sentir um estranho impulso de viajar para as Montanhas do Himalaia na Índia. Lá sentiu a presença de um poderoso artefato místico que o chamava. O artefato era uma pirâmide em forma de caco de luz, um dos três desses cacos que foram criados pelo universo em reação à presença de pura maldade que foi posta à deriva nesta dimensão pelo deus extradimensional conhecido como Trion. Um dos cacos foi capturado pelos Skrulls que tinham raptado Chuck, e as suas energias haviam se fundido com o Chuck, na criação do Homem 3-D.

## Outras versões

### What if...?
Na revista What If vol. 1, #9, o agente do FBI Jimmy Woo contrata o Homem 3-D e outros super-heróis tais como o Homem-Gorila, M-11, o Robô Humano, Marvel Boy e Vênus, para formarem o grupo dos Vingadores da década 1950. O grupo enfrenta o vilão oriental Garra Amarela mas após vencerem foram debandados pelo Presidente Dwight D. Eisenhower. Durante os eventos de Avengers Forever suas aventuras foram apagadas, mas uma aventura similar envolvendo todos os personagens (exceto o Homem 3-D) tomou parte em 1959, como mostrado na minissérie de 2006 Agents of Atlas. O escritor Jeff Parker explicou que não usara o Homem 3-D em Agents of Atlas, devido ao fato dele não ser uma herói original da Atlas Comics mas um personagem posterior ambientado naqueles anos.